# Hesperocosa unica
Hesperocosa unica is een spinnensoort in de taxonomische indeling van de wolfspinnen (Lycosidae).
Het dier behoort tot het geslacht Hesperocosa. De wetenschappelijke naam van de soort werd voor het eerst geldig gepubliceerd in 1935 door Willis J. Gertsch & Alfred Russel Wallace.